# モスキート海岸
モスキート海岸（モスキートかいがん、英語: Mosquito Coast、モスキート・コースト、スペイン語: Mosquitia）は、現在のニカラグアとホンジュラスの東海岸に沿った地域である。この地域に居住していたミスキート族にちなんで名付けられたこの地域は、長い間イギリスの支配下にあり、ミスキート王国として知られていた。1860年からモスキート保護区という名称でニカラグアに宗主権が移り、その後1894年11月にモスキート海岸はニカラグアに軍事的に編入された。1960年、国際司法裁判所の裁定により、その北部はホンジュラスに帰属することになった。
モスキート海岸は、一般にミスキート王国の領域と定義され、その領域とともに拡大・縮小していた。19世紀、ミスキート王国の国境問題は、イギリス、アメリカ合衆国、ニカラグア、ホンジュラスの間の国際外交の重大な問題であった。ミスキート王国の議論では、その領域からそもそも存在の疑義まで含め議論されている。イギリスとミスキート族による定義は、ニカラグアの東海岸全体とホンジュラスのモスキティア地方まで、すなわちネグロ川またはティント川の西岸までの沿岸地域とされている。

## 歴史
ヨーロッパ人がこの地域に到着する前は、この地域は多数の小さな平等主義の集団に分かれており、おそらくミスマルパ語族に属するスモ語やパヤ語などの言語を話していたと考えられている。コロンブスは4回目の航海でこの海岸を短期間訪れているが、この地域に関するスペイン人の詳細な記録は16世紀後半から17世紀前半のものしかない。彼らの地理的理解によれば、この地域はタグツガルパ（Taguzgalpa）とトロガルパ（Tologalpa）という2つの「国」に分かれていたとされる。その後のスペインの宣教師が残した「国」のリストには30もの名前が記されているが、カール・オフェンによる詳細な分析によればその多くは重複しており、この地域の河川流域では関連はあるが異なる方言を話す6つの民族が含まれていたとしている。

### スペイン人入植の試み

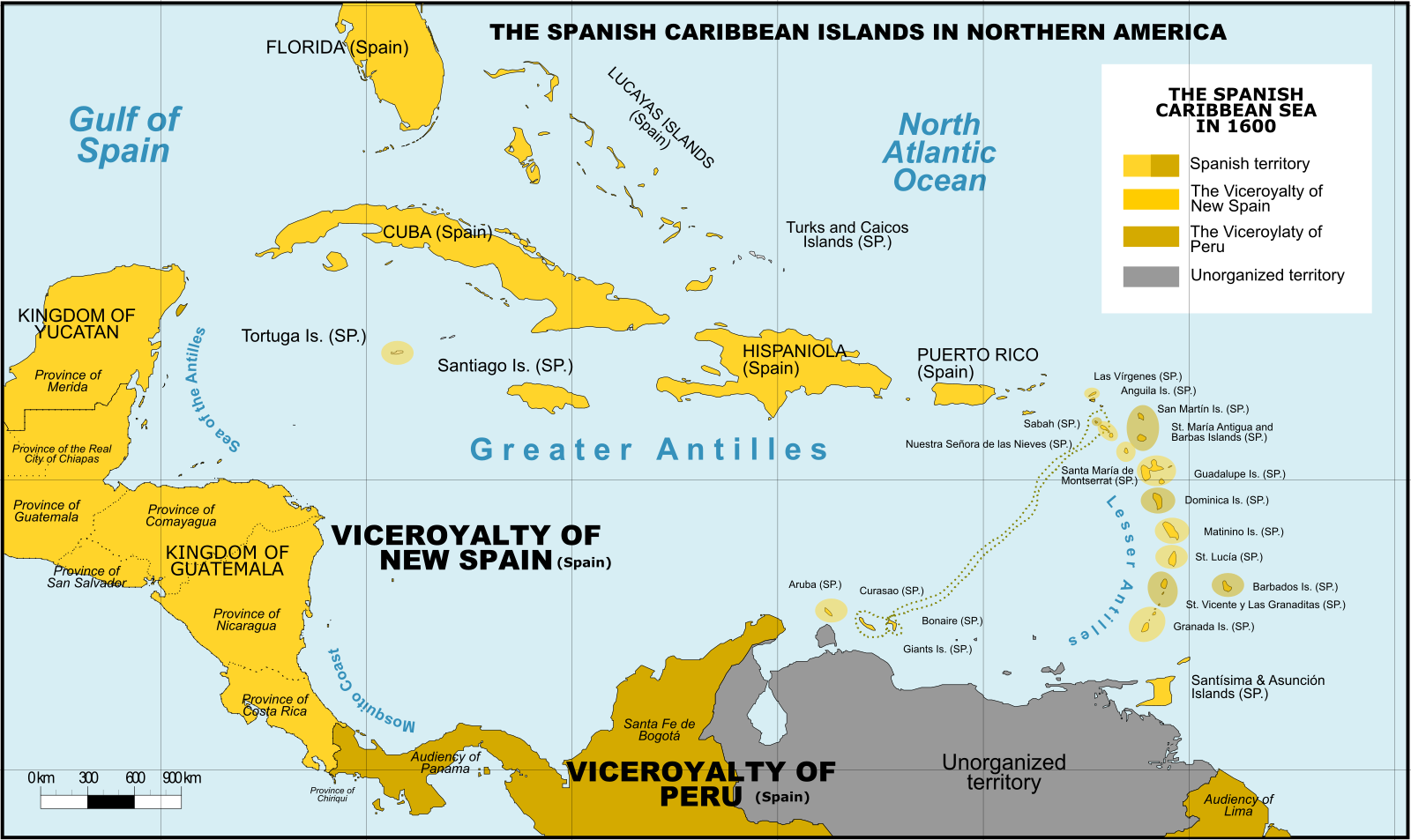
1600年前後のカリブの勢力地図

16世紀、スペイン王国は1545年、1562年、1577年、1594年にタグツガルパとトロガルパの征服許可を出したが、いずれも短期間の入植や征服をもたらしたことを示す証拠はない。スペインは16世紀にこの地域を征服することができず、17世紀には先住民改宗施設「レドゥクシオン」による布教活動を通じてこの地域を支配しようとした。1604年から1612年にかけてのフランシスコ会によるいくつかの試み、1622年のクリストバル・マルティネス（Cristóbal Martinez）による別の試み、1667年から1675年の3度目の試みなどがある。これらの努力は、いずれも永続的な成功には至らなかった
。
この時期、スペインがこの地域で大きな影響力を持たなかったため、この地域は外部からの支配を受けずに済んだ。そのため、先住民は伝統的な生活様式を続け、イングランドやオランダ欧州の他国からの訪問者を受け入れていた。例えばスペイン船を攻撃する私掠船はしばしばモスキート海岸に避難していた。

### イギリスによるモスキート王国への接触と承認
最古の記録では言及されていないが、17世紀初頭にはイギリス帝国が「モスキート王国」と呼んだ「国」が海岸に存在していたとされる。組織が不明確でおそらくあまり階層化されていないと考えられるこの王国の王の一人は、1638年頃、イギリスの勅許会社であるプロビデンス島会社（清教徒団体によって組織されていた）の要請でイギリスを訪れ、同盟を締結した。
その後、この王国はスペインの侵略に強く反対し、海岸に立ち寄る反スペイン勢に休息と亡命環境を提供することとなった。少なくともイギリスやフランスの私掠船や海賊はこの地を訪れ、水や食料を調達していた。M.W.としてのみ知られる「海賊」によって書かれたこの王国の詳細な説明では、その組織は基本的に平等主義であり、王と一部の官吏（当時は通常「キャプテン」と呼ばれていたが、後にもっと精緻になった）が主に軍事指導者となるが、戦時にのみ活躍すると記述されている。

#### イギリスとの初期の同盟関係
モスキート地域とイギリスの最初の接触は、1630年頃にイギリスのプロビデンス島会社（ロバート・リッチ伯が責任者）の社員が2つの小さな岩礁を占拠し地元住民と友好関係を築いた頃であった。プロビデンス島は、会社の主要な拠点であり入植地であったが、会社が占拠していた1631年から1641年の10年間、モスキート海岸側と定期的に連絡を取っていた 
プロビデンス島会社は、チャールズ1世（1625-1649）の時代にミスキートの「王の息子」の訪英に関し資金提供し実施。父親が亡くなると、この息子は帰国し、自国をイギリスの保護下に置いた 。 1641年にスペインにプロビデンス島を占領された後、イギリスにはモスキート海岸に近い拠点を失った。その後1655年にジャマイカを占領した直後、イギリスはモスキート海岸との関係を再開し、オールドマン（Oldman）が訪英するようになった。1699年頃に撮影された息子のジェレミー1世の証言によると、彼は「兄の王」である チャールズ2世 に謁見し「遭難し偶然その地域を航行することになったイギリス人を親切に使い、救済する」ことを託された。

## ミスキート王国の国王の系譜

### 国王
- c. 1650–c. 1687 オールドマン（Oldman）
- c. 1687–1718 ジェレミー1世（Jeremy I）
- 1718–1729 ジェレミー2世（Jeremy II）
- 1729–1755 エドワード1世（Edward I）
- 1755–1776 ジョージ1世（George I）
- 1776–1800 ジョージ2世フレデリック（George II Frederic）
- 1800–1824 ジョージ・フレデリック・アウグスタス1世（George Frederic Augustus I）
- 1824–1841 ロバート・チャールズ・フレデリック（Robert Charles Frederic）
- 1841–1865 ジョージ・アウグスタス・フレデリック2世（George Augustus Frederic II）

### ミスキート世襲酋長
- 1865–1879 ウィリアム・ヘンリー・クラレンス（William Henry Clarence）
- 1879–1888 ジョージ・ウィリアム・アルバート・ヘンディ（George William Albert Hendy）
- 1888–1889 アンドリュー・ヘンディ（Andrew Hendy）
- 1889–1890 ジョナサン・チャールズ・フレデリック（Jonathan Charles Frederick）
- 1890–1905 ロバート・ヘンリー・クラレンス（Robert Henry Clarence）

## 住民
モスキート海岸（ミスキート王国）は人口密度の低い地域であった。今日のニカラグアでのモスキート海岸に当たる地域では、約40万人の人口があり、57％がミスキート族、22%がクリオーリョ、15%がメスティーソ、4%がスモ族、1%がガリフナ族（アフリカ系）、0.5%が中国系、0.5%がラマ族（ニカラグア先住民）である。